# Blätterteig

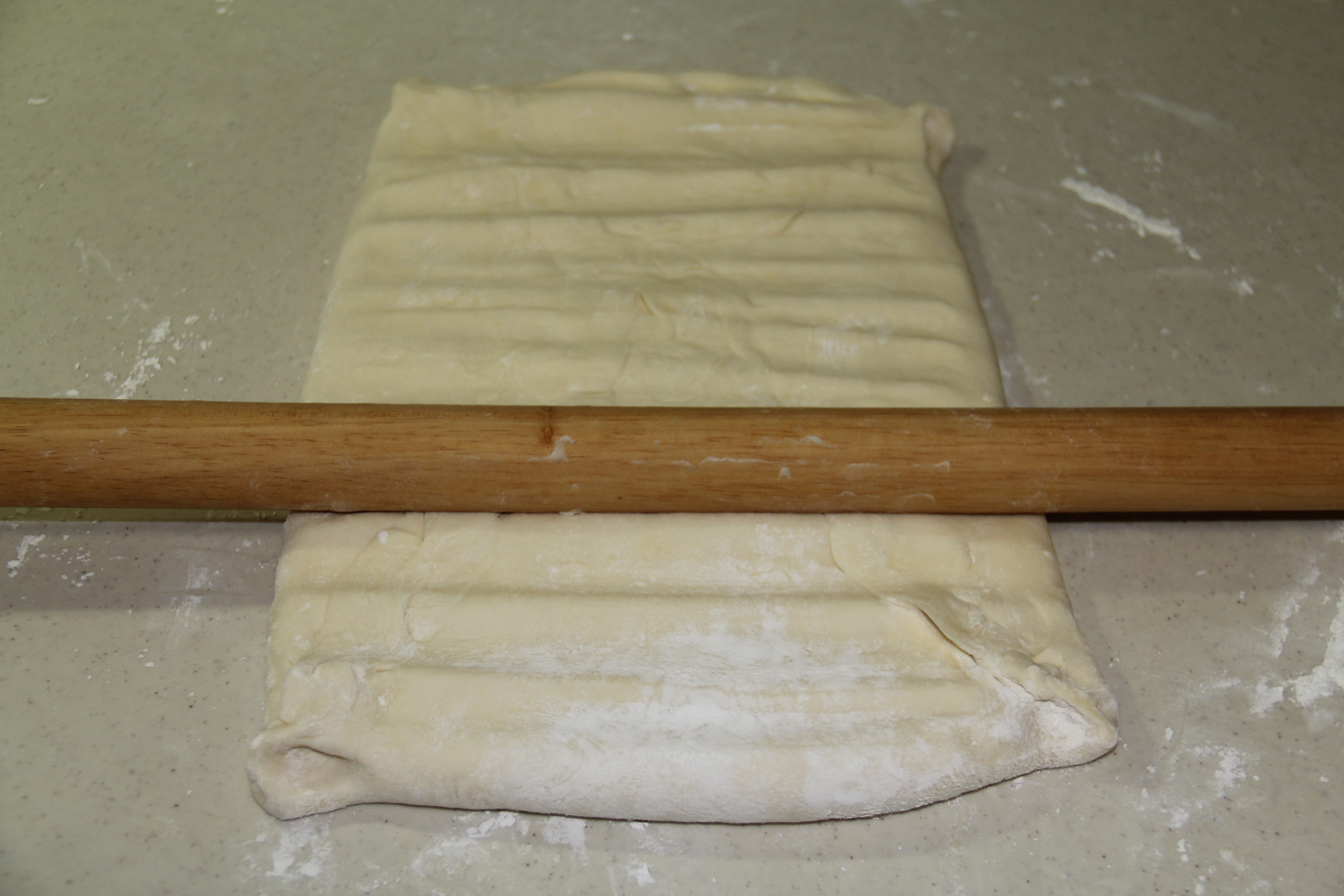
Zubereitung von Blätterteig, hier beim „Einziehen“ einer Fettschicht

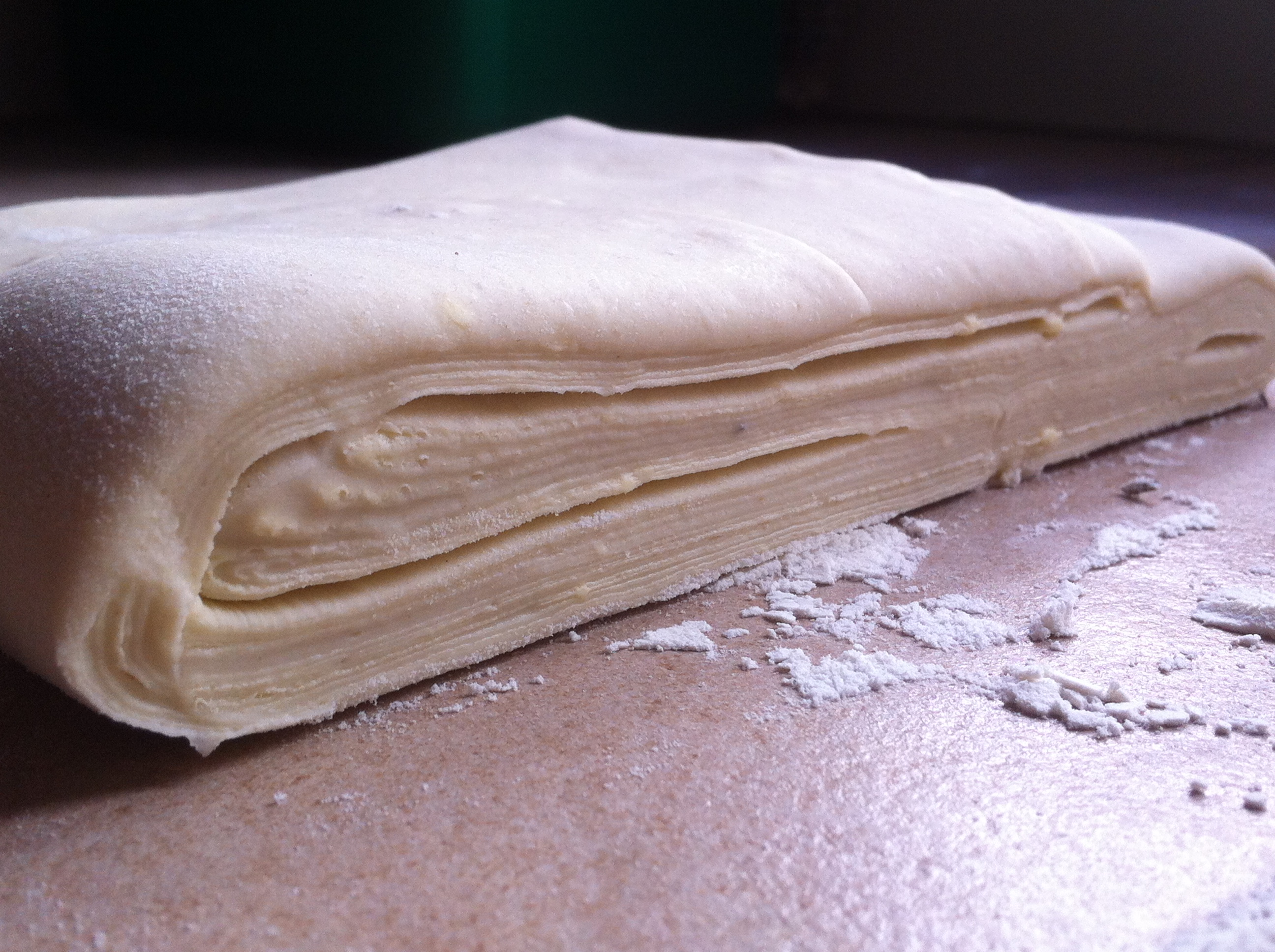
Blätterteig vor dem Backen, mit sichtbaren Einzellagen

Blätterteig (auch Feuilletage) ist ein mehrlagiger Ziehteig. In den Grundteig aus Mehl, Salz und Wasser wird durch mehrfaches Ausrollen und Zusammenschlagen Ziehfett eingearbeitet. Der Unterschied zu Plunderteig besteht darin, dass für den Grundteig keine Backhefe verwendet wird.
Während des Backens geht der Teig locker und blättrig auf. Durch die Backhitze verdampft das im Teig vorhandene Wasser, dehnt sich dabei aus und hebt das Gebäck an. Die Fettschichten wirken wie eine Sperre, sie lassen den Dampf nicht durch und halten ihn in der Teigschicht, bis das Teiggerüst stabil gebacken ist. Das Aufgehen (die Volumenvergrößerung) des Teiges wird dabei nur durch den im Teig entstehenden Wasserdampf, nicht durch zusätzliche Triebmittel oder Hefe hervorgerufen. Daher wird diese Herstellungsart „physikalische Lockerung“ genannt.
Blätterteig ist, abhängig vom Eigengeschmack der verwendeten Fette, weitgehend geschmacksneutral und wird meist ohne Zuckerzusatz hergestellt. Dadurch eignet er sich sowohl für süße als auch für herzhafte Gebäcke.
In industriell gefertigtem Blätterteig kommen gehärtete pflanzliche Fette zum Einsatz. Diese sind reich an Transfettsäuren, deren Verzehr laut Ernährungsexperten auf ein Minimum reduziert werden soll, denn sie fördern die Arterienverkalkung, was u. a. mit einem erhöhten Herzinfarktrisiko einhergeht.

## Arten

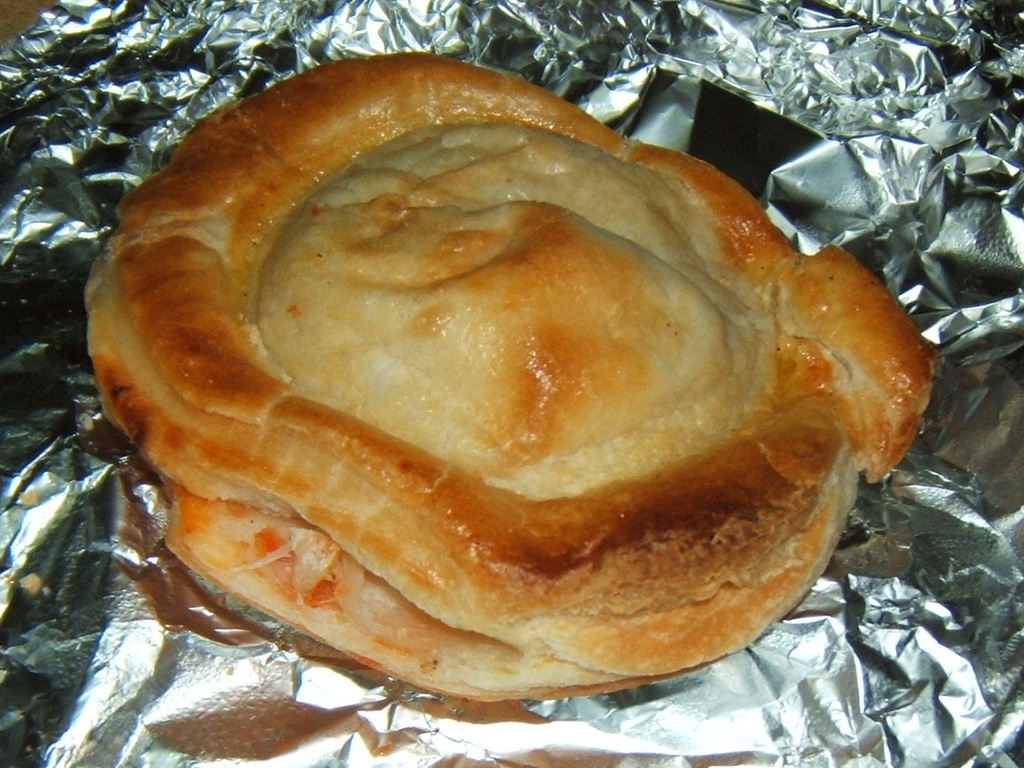
Rustico leccese. Blätterteig gefüllt mit Mozzarella, Béchamelsauce, Tomaten, Paprika und Muskatnuss

Man unterscheidet Blätterteige nach der Art und Weise, in der das Fett eingearbeitet wird:

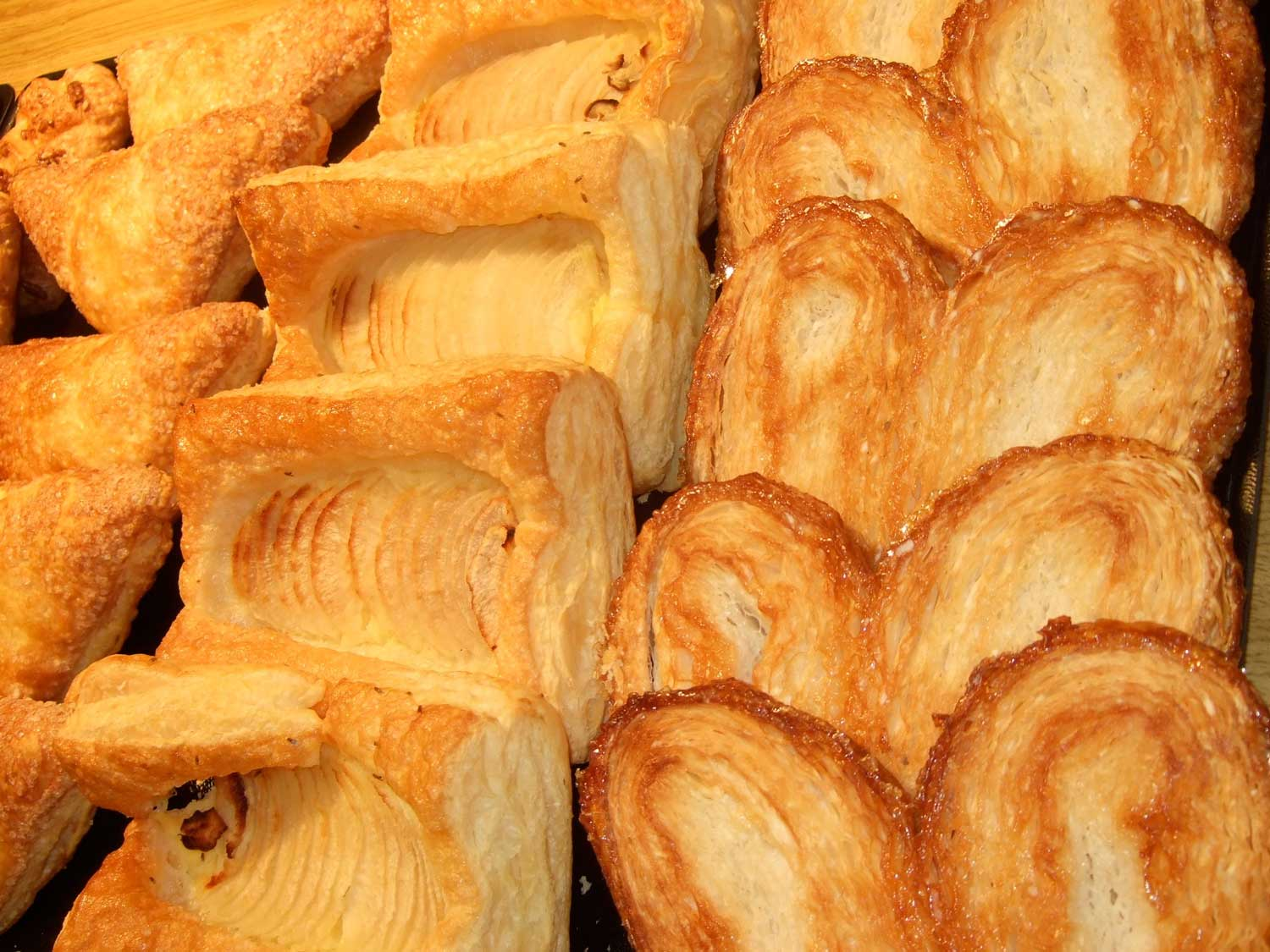
Blätterteiggebäck

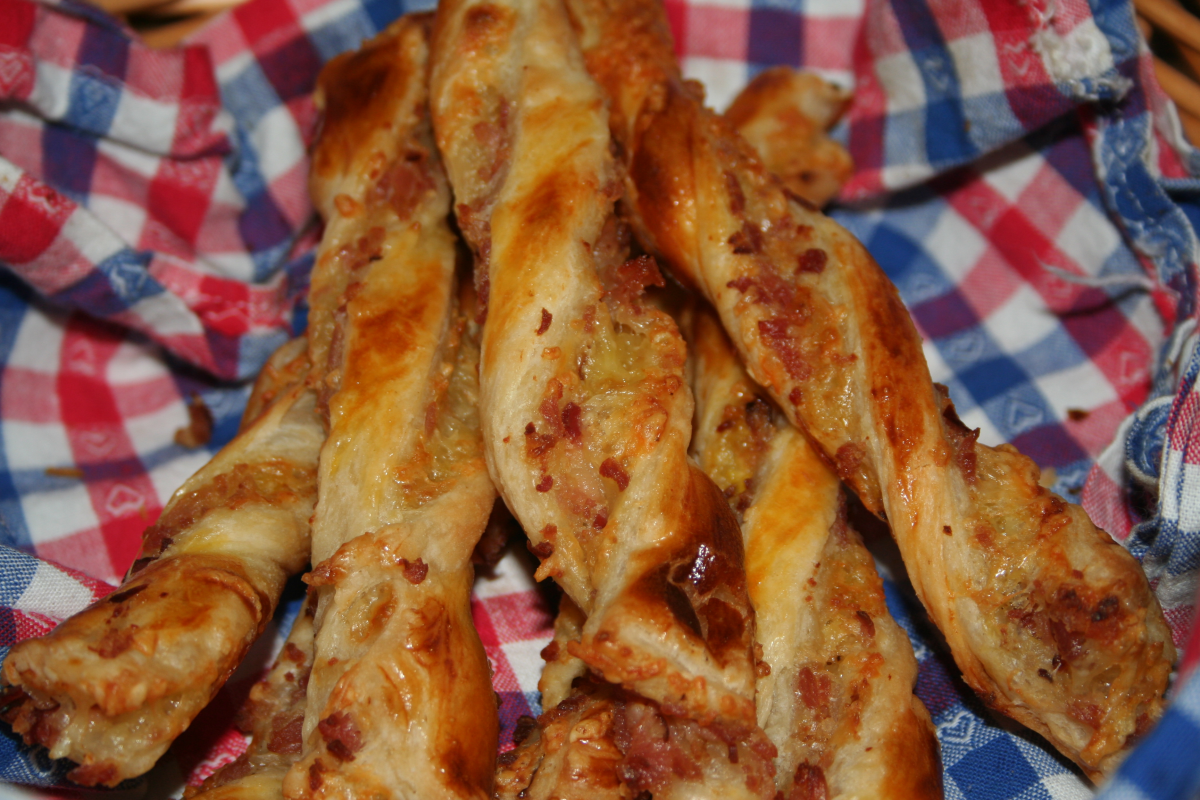
Herzhaftes Blätterteiggebäck (Schinken-Käsestangen)

- Deutscher Blätterteig: Die Fettschichten liegen innen, der Grundteig umschließt ihn (enthält nach den Leitsätzen für Feine Backwaren des deutschen Lebensmittelbuches mindestens 62 Kilogramm Butter, Milchfetterzeugnisse oder Margarine oder praktisch wasserfreie Fette, bezogen auf 100 Kilogramm Getreideerzeugnisse).[2]
- Französischer Blätterteig: Die Fettschichten umschließen den Grundteig (wird selten angewendet; Vorteil: Da das Fett außen liegt, kann der Teig nicht austrocknen oder verkrusten).
- Holländischer Blätterteig: Das Fett wird würfelförmig (kühl) in den Teig gearbeitet, ohne Ruhepausen touriert (daher auch: Blitzblätterteig genannt) und vor allem zu Blätterteigböden verarbeitet, da er nicht so gut aufgeht (hochzieht).

Das fertige Gebäck darf nicht nach Fett schmecken. Blätterteiggebäcke sollen splittern und rösch sein und können daher nach dem Backen nicht geschnitten werden. Daher werden sie vor dem Backen portioniert. Holländischer Blätterteig nimmt durch seine kompakte Struktur eine Sonderstellung ein, denn das Gebäck kann nach dem Backen geschnitten werden. Durch diese Kompaktheit sind die Teige für spezielle Gebäcke, wie Prasselkuchen, Tortenböden, Tortendecken, gut geeignet.
Der Unterschied zwischen Blätterteig und anderen tourierten Gebäcken wie Plunder oder auch Croissants liegt vor allem im Teig. Dem Blätterteig wird keine Hefe zugegeben, im Plunder kommt zusätzlich Hefe als Triebmittel zum Einsatz. Außerdem enthalten die Teige, je nach Bedarf und Rezept, Zucker, Milch und weitere Zutaten. Der in der türkischen, griechischen und arabischen Küche verbreitete, ebenfalls tourierte Yufka-, Fyllo- oder Masoukateig ist dem Blätterteig sehr ähnlich. Es sind auch Abwandlungen mit Öl oder Hefe bekannt.

## Herstellung
Blätterteig wird gewerblich heute fast ausschließlich maschinell hergestellt. Das millimetergenaue Justieren der Walzen von Ausrollmaschinen ist entscheidend für die Gleichmäßigkeit des späteren Produktes. Mit einem Rollholz (österr. Nudelwalker) bedarf es sehr viel Kraft- und Zeitaufwand, um das gleiche Ergebnis zu erzielen.

### Mischen
In den sehr festen Teig aus Weizenmehl, Wasser und Salz mit einer Teigausbeute von 150 wird eine Schicht angewirkte, mit etwas Mehl vermischte Butter oder Margarine eingeschlagen. In Handwerk und Industrie wird spezielles, gehärtetes pflanzliches Ziehfett benutzt. Manche Bäcker geben dem Teig ein paar Tropfen Essig bei, um die Kleber-Struktur des Weizens zu schwächen und den Teig leichter ausrollen zu können.

### Kühlen
Die Verarbeitung muss bei niederen Raumtemperaturen erfolgen und zwischen den Ausrollphasen sollte der Teig gekühlt werden, da ansonsten das Fett weich wird und dann die Schichten verkleben. Die Herstellung kann mehrere Stunden dauern. Im Normalfall kann dies aber hintereinander gemacht werden. Der Blätterteig sollte dann aber einen Tag ruhen, bevor er zum Endprodukt verarbeitet wird. Insbesondere bei Schweinsohren sollte der Blätterteig „entspannt“ sein.

### Tourieren
Beim Tourieren wird das Ziehfett durch mehrmaliges Falten und Ausrollen in den Grundteig eingearbeitet. Das Ergebnis ist der Blätterteig.

## Produkte

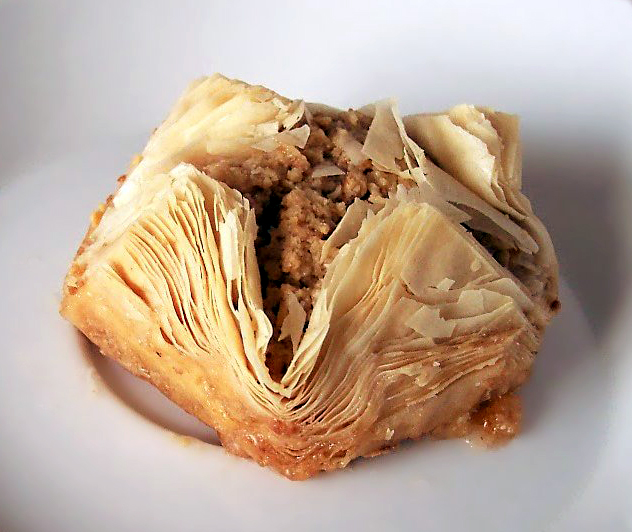
Baklava

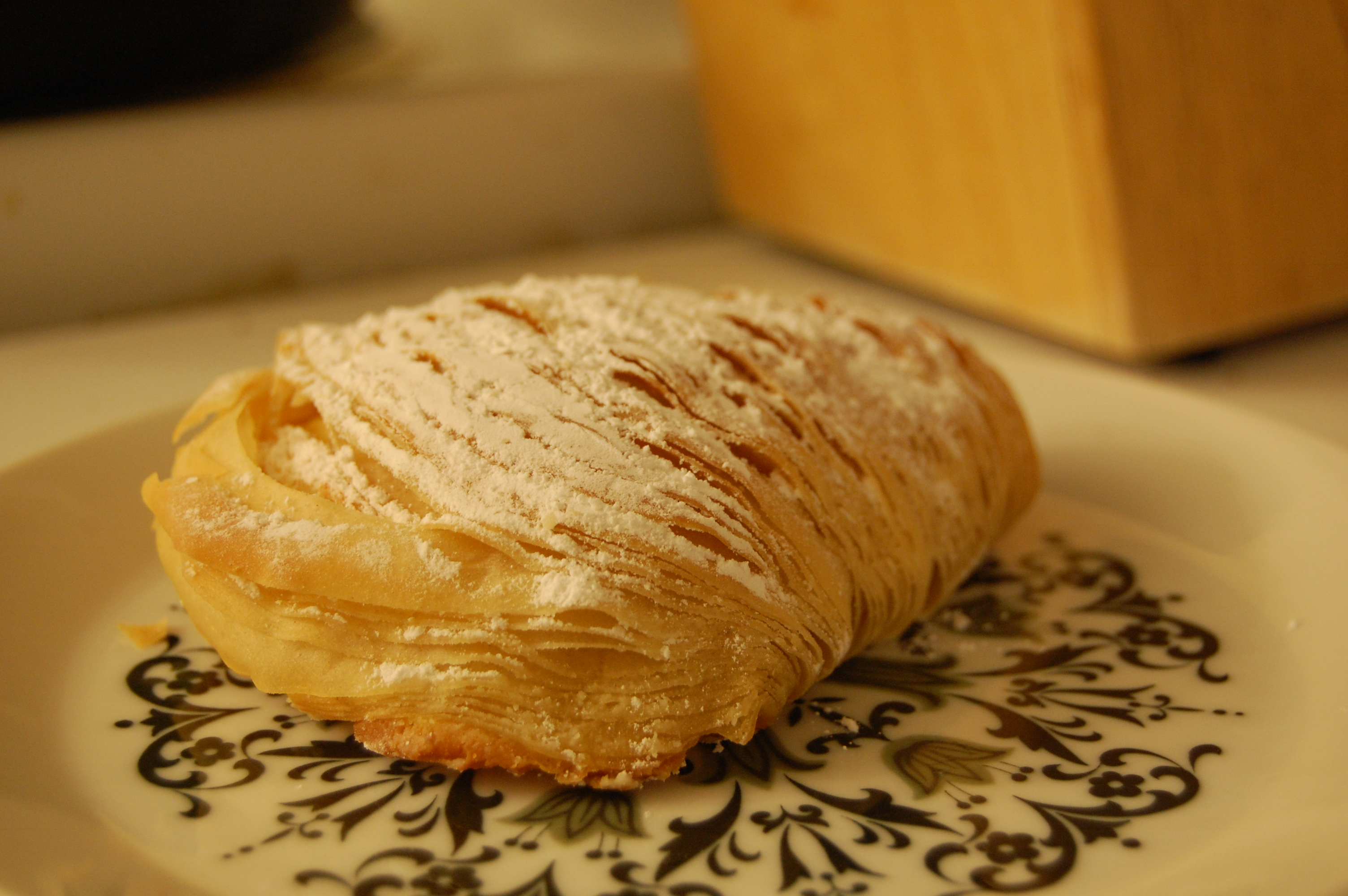
Sfogliatella

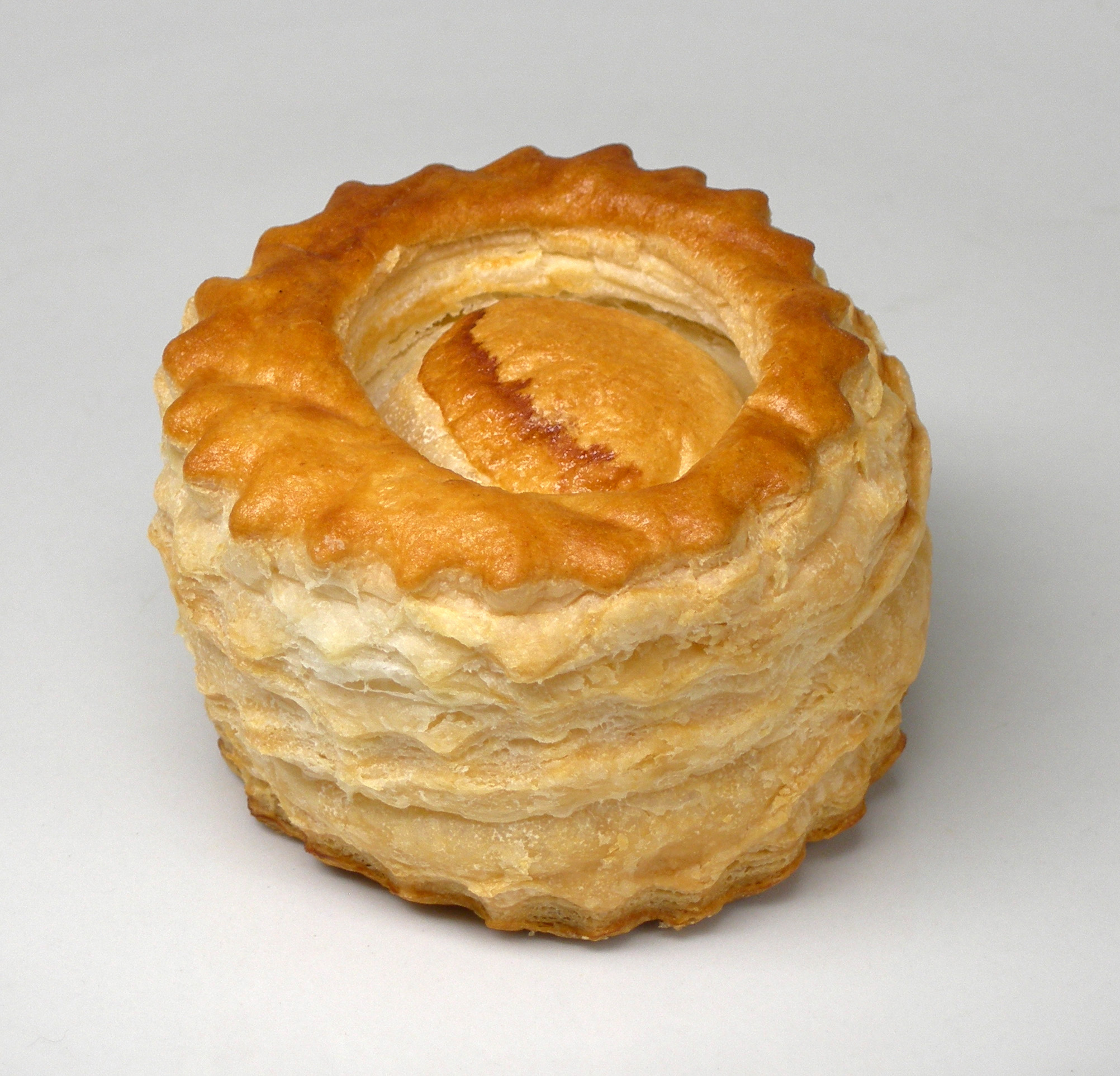
Vol-au-vent

Gebäcke aus Blätterteig gehören zu den Feinen Backwaren.
Er dient als Grundlage für:
- Apfelstrudel, Apfeltaschen, Nusshörnchen
- Aprikosentaschen
- Baklava
- Baniza in Bulgarien, mit Salzlakenkäse-Füllung
- Filet Wellington, Rinderfiletsteak im Blätterteigmantel
- Fleurons als Beilage oder Garnitur bei Suppen und Ragouts
- Jambons
- Käsegebäck
- Pastéis de Nata in Portugal, mit Vanillepudding-Füllung
- Schweinsohr (Gebäck)
- Sfogliatelle
- Strudel
- Vol-au-vents
- Mille-feuille
- Tarte Tatin
- Tarte aux pommes

## Geschichte
Kulturhistoriker sind sich überwiegend darin einig, dass das Prinzip der Blätterteigherstellung aus dem östlichen Mittelmeerraum stammt und von Teilnehmern der Kreuzzüge in Mitteleuropa bekannt gemacht wurde. Ob es in Altägypten bereits Gebäck aus mehrlagigem Teig gab, ist unklar. Der internationale Begriff Filo für papierdünne Teiglagen ist griechischen Ursprungs. Bereits im 11. Jahrhundert enthält ein türkisches Wörterbuch den Begriff yufka für ein Gebäck, das aus mehrfach gefalteten Teiglagen bestand. Daraus entwickelte sich wahrscheinlich Baklava. Im Laufe der Zeit wurden die Teigschichten immer dünner. Der papierdünne Blätterteig ist vermutlich in der Hofküche des osmanischen Sultans im Topkapı-Palast in Istanbul entstanden. Die Janitscharen erhielten jedes Jahr zu Ramadan im Palast Baklava als Geschenk. Der Marsch zurück in die Kaserne wurde als Baklava-Prozession bezeichnet.
Seit der Zeit der Kreuzzüge wird Blätterteig auch vereinzelt in Europa erwähnt, zum Beispiel 1311 in einem Freibrief des Bischofs von Amiens. Etwa zu dieser Zeit sollen die Mönche der Benediktinerabtei in Cluny das Gebäck schon regelmäßig gegessen haben. Der Rat von Venedig erließ 1525 ein Verbot für bestimmte Luxusspeisen bei Hochzeiten und anderen Familienfesten, darunter auch für Blätterteig. Im 16. Jahrhundert tauchen auch Rezepte in europäischen Kochbüchern auf. Marx Rumpolt gibt 1581 eine Anleitung für einen mehrlagigen „Butterteig“, wobei die einzelnen Lagen hauchdünn „wie ein Schleier“ sein sollten. Der brandenburgische Hofmediziner Johann Sigismund Elsholtz erwähnt 1682 einen „Bletterkuchen“. Auch der Begriff „touren“ für die Teigherstellung war damals schon üblich. Carême soll den Blätterteig Ende des 18. Jahrhunderts in Frankreich perfektioniert haben. Die Schweineohren sollen 1848 im Café Frascati in Paris erfunden worden sein.
Blätterteiggebäck findet auch in dem Abschnitt über Neapel in Goethes Italienischer Reise Erwähnung mit einem Hinweis auf die leichte Verdaulichkeit dieser Speise.